# Вілмінгтон Тауншип (округ Лоуренс, Пенсільванія)
Вілмінгтон Тауншип (англ. Wilmington Township) — селище (англ. township) в США, в окрузі Лоуренс штату Пенсільванія. Населення — 2663 особи (2020).

## Демографія
Згідно з переписом 2010 року, у селищі мешкало 2715 осіб у 959 домогосподарствах у складі 734 родин. Було 1030 помешкань
Расовий склад населення:
| - 98,7 % — білих - 0,7 % — азіатів - 0,1 % — чорних або афроамериканців |

До двох чи більше рас належало 0,2 %. Частка іспаномовних становила 0,4 % від усіх жителів.
За віковим діапазоном населення розподілялося таким чином: 29,3 % — особи молодші 18 років, 55,7 % — особи у віці 18—64 років, 15,0 % — особи у віці 65 років та старші. Медіана віку мешканця становила 39,0 року. На 100 осіб жіночої статі у селищі припадало 102,6 чоловіків;  на 100 жінок у віці від 18 років та старших — 99,4 чоловіків також старших 18 років.
Середній дохід на одне домашнє господарство  становив 65 890 доларів США (медіана — 55 658), а середній дохід на одну сім'ю — 76 679 доларів (медіана — 67 958). Медіана доходів становила 35 580 доларів для чоловіків та 34 554 долари для жінок. За межею бідності перебувало 16,4 % осіб, у тому числі 19,2 % дітей у віці до 18 років та 1,1 % осіб у віці 65 років та старших.
Цивільне працевлаштоване населення становило 1179 осіб. Основні галузі зайнятості: освіта, охорона здоров'я та соціальна допомога — 19,5 %, виробництво — 16,0 %, будівництво — 12,0 %, науковці, спеціалісти, менеджери — 8,8 %.